# Flan pâtissier
Pour les articles homonymes, voir Flan (homonymie).
Un flan pâtissier est un mets popularisé par les pâtissiers, qui présente un flan sur une base de pâte brisée. Il peut être adapté aux goûts de chacun en ajoutant du caramel, de la noix de coco ou encore du chocolat. Au XIXe siècle, on le faisait aux fruits confits en Champagne.
Cette pâtisserie devrait normalement s'appeler flan parisien, le véritable flan pâtissier ne comportant pas de pâte.

## L'histoire du flan pâtissier
Le flan pâtissier est un dessert traditionnel que l'on retrouve, aux quatre coins du monde, sous diverses variations d'un pays à l'autre : le pastel de nata au Portugal, la dàn tà (蛋塔) à Taïwan, la custard tart en Grande-Bretagne et bien sûr la tarte au flan en France. La plus ancienne trace de tarte se rapprochant du flan semble venir de la région d'Amiens, sous le nom de dariole, dès le XIIIe siècle. On trouve ensuite des références à la tarte au flan datant de l'époque de Henri IV d'Angleterre, celle-ci ayant été servie à son banquet de couronnement en 1399. Aujourd'hui, le flan est une pâtisserie populaire qui se trouve partout dans le monde.
Cependant, les recettes varient selon le pays : pâte feuilletée, température élevée et teneur élevée en sucre au Portugal ; pâte brisée et lait concentré en Chine ; pâte brisée, crème entière, température plus basse et teneur plus faible en sucre en Angleterre ; pâte brisée, lait entier et maïzena en France, voire pâte sablée. La forme change aussi en fonction du pays ; tandis que la tarte se mange en format individuel au Portugal et en Chine, elle se mange en grande tarte à partager en Grande-Bretagne et en France.

## Variantes régionales
L'appareil, constitué d'œufs et de crème fraîche, est connu sous le nom de migaine en Lorraine. La galette au goumeau traditionnelle, dite gâteau de ménage ou toutché en franc-comtois, est faite d’une pâte briochée sur laquelle on ajoute une garniture sucrée similaire (n'utilisant que le jaune d'œufs) qu’il est possible de parfumer à l’eau de fleur d’oranger. Dans le canton du Jura (Suisse), l'appareil, à base de crème aigre, sert de nappage à un gâteau salé, le totché. Avec addition de fromage blanc et sucre, la migaine se nomme maugin dont on garnit les tartes. 

## Photographies

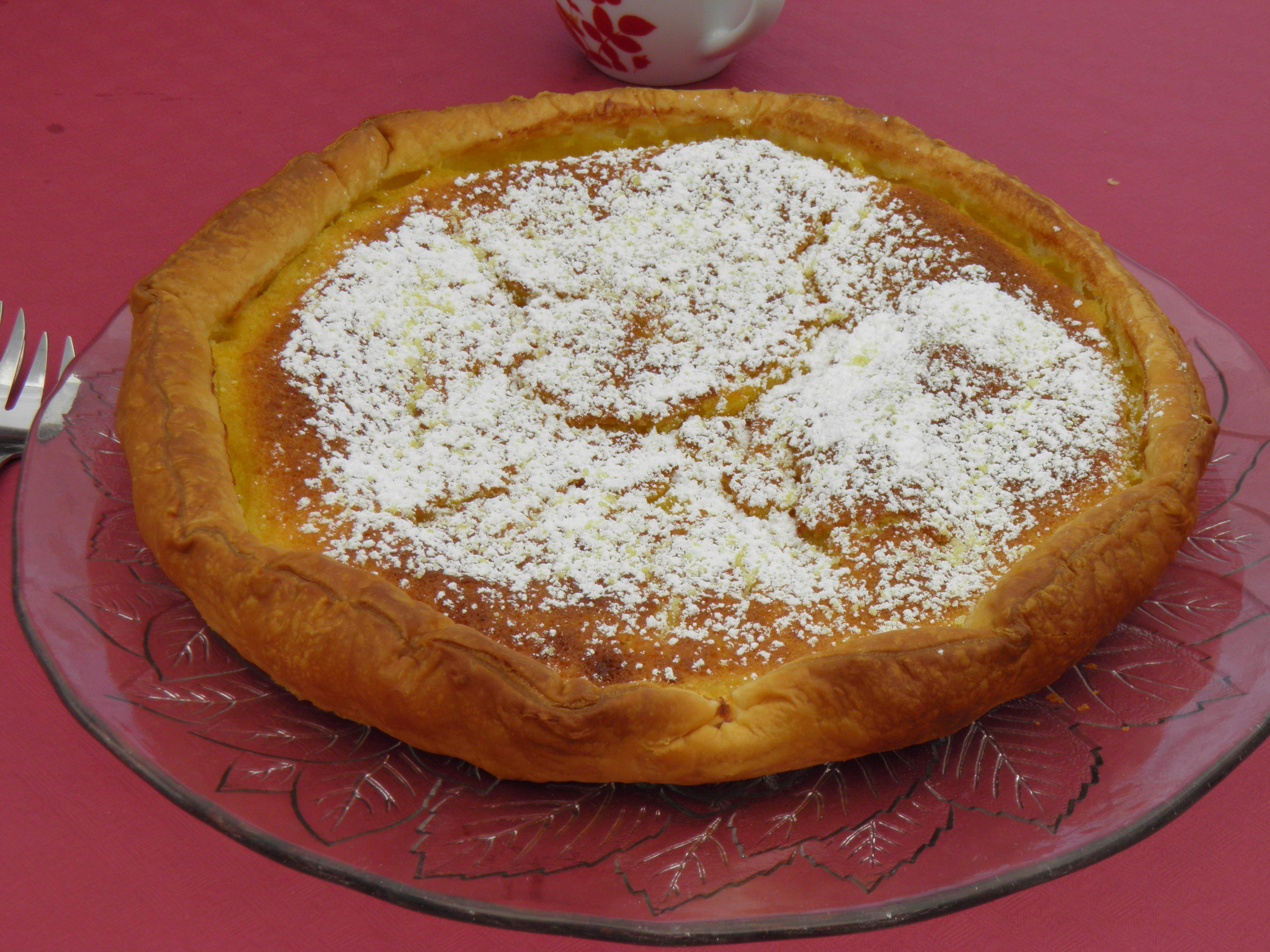
Tarte au flan.
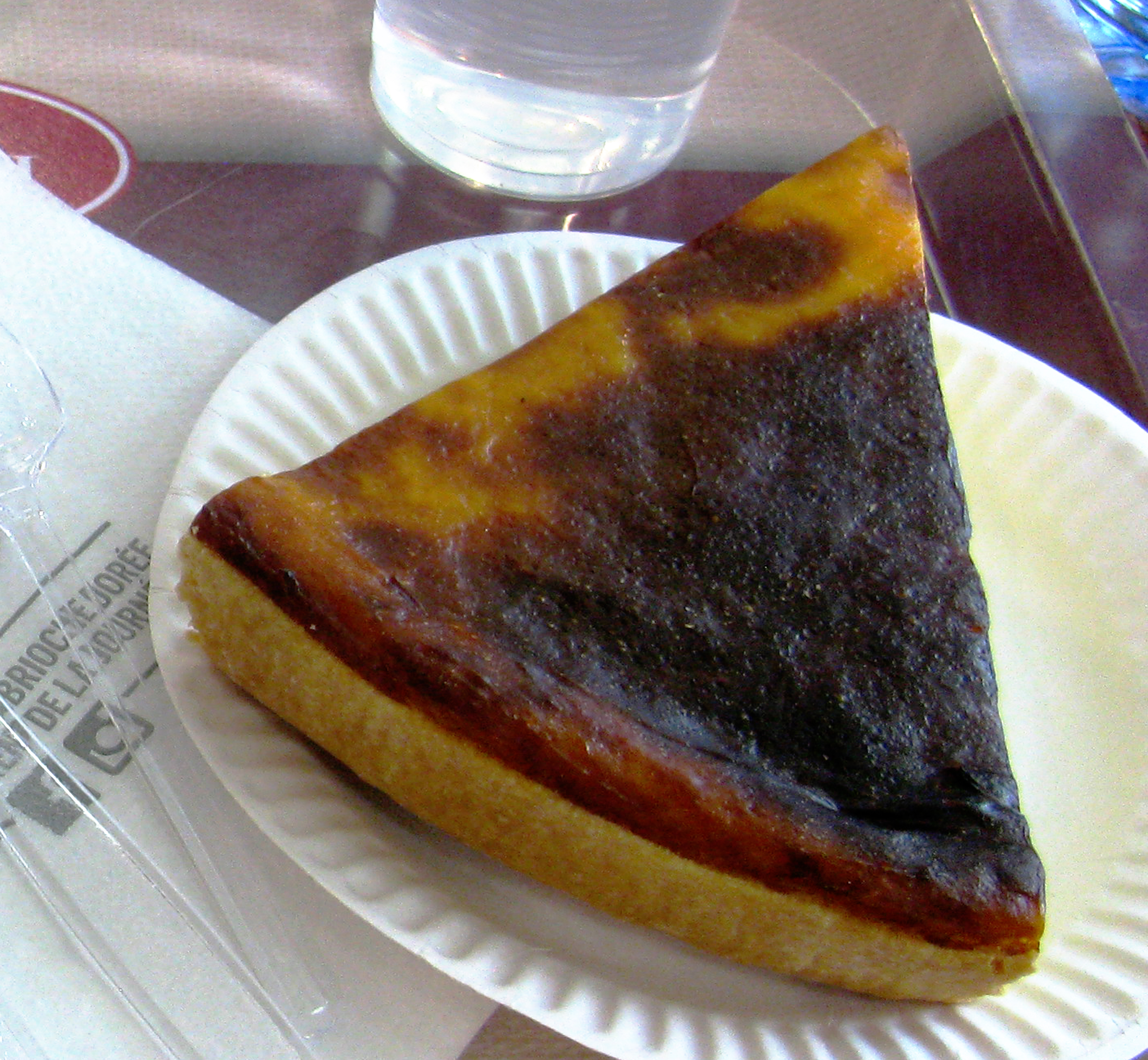
Flan parisien.
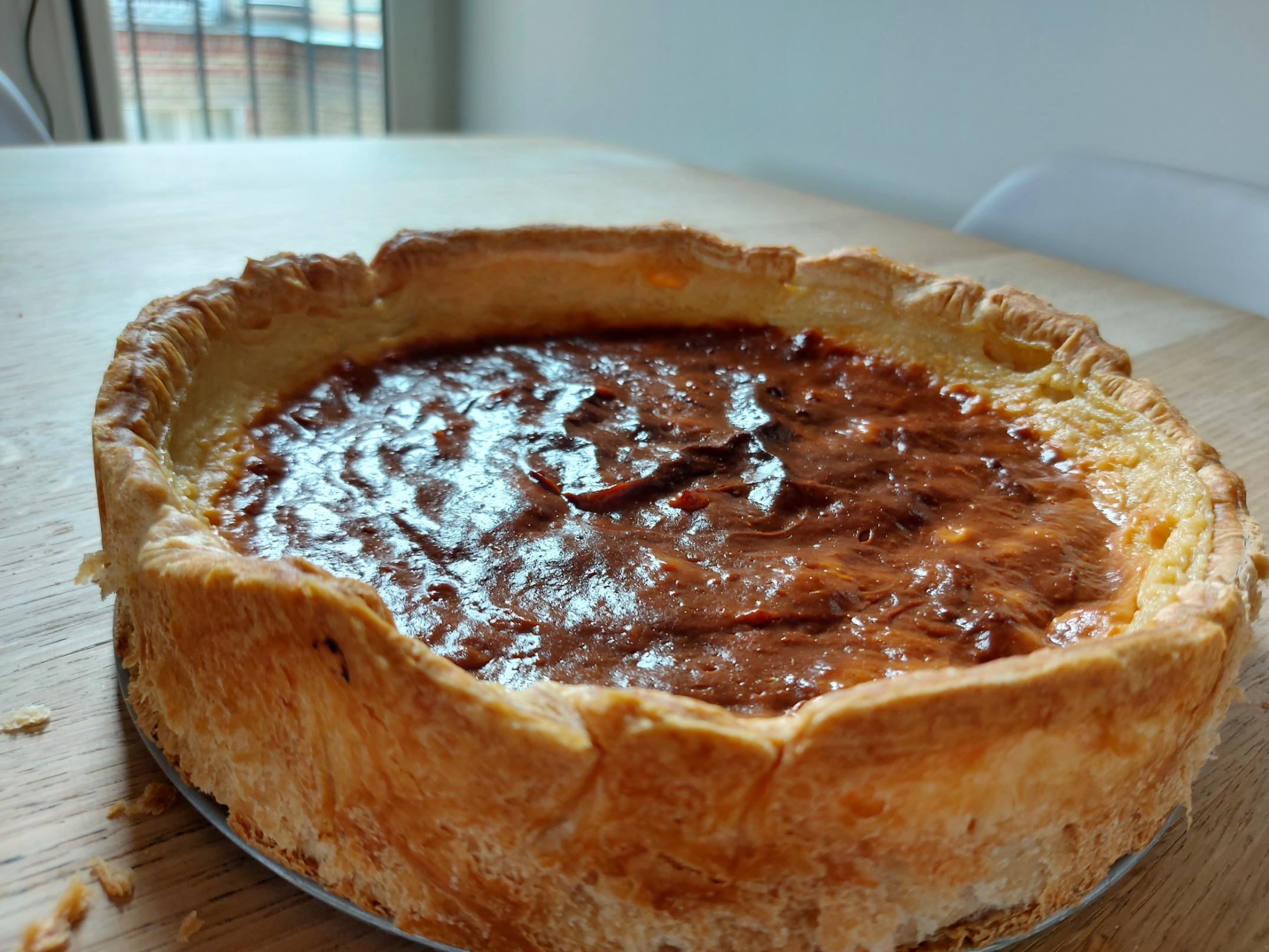
Flan pâtissier fait maison